# Elettroforesi su gel di agarosio

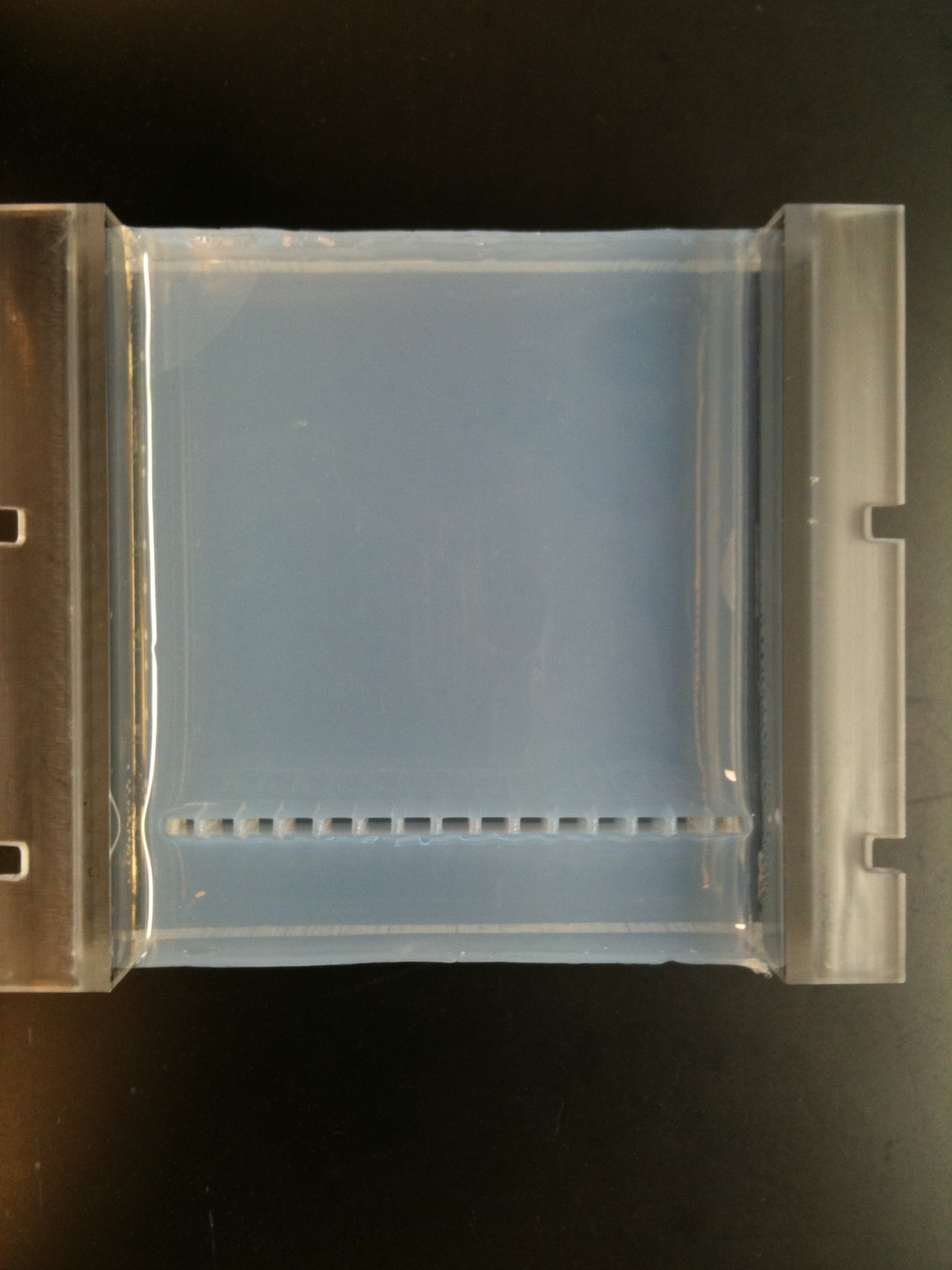
Gel di agarosio (vista dall'alto). Sono ben visibili i "pozzetti"

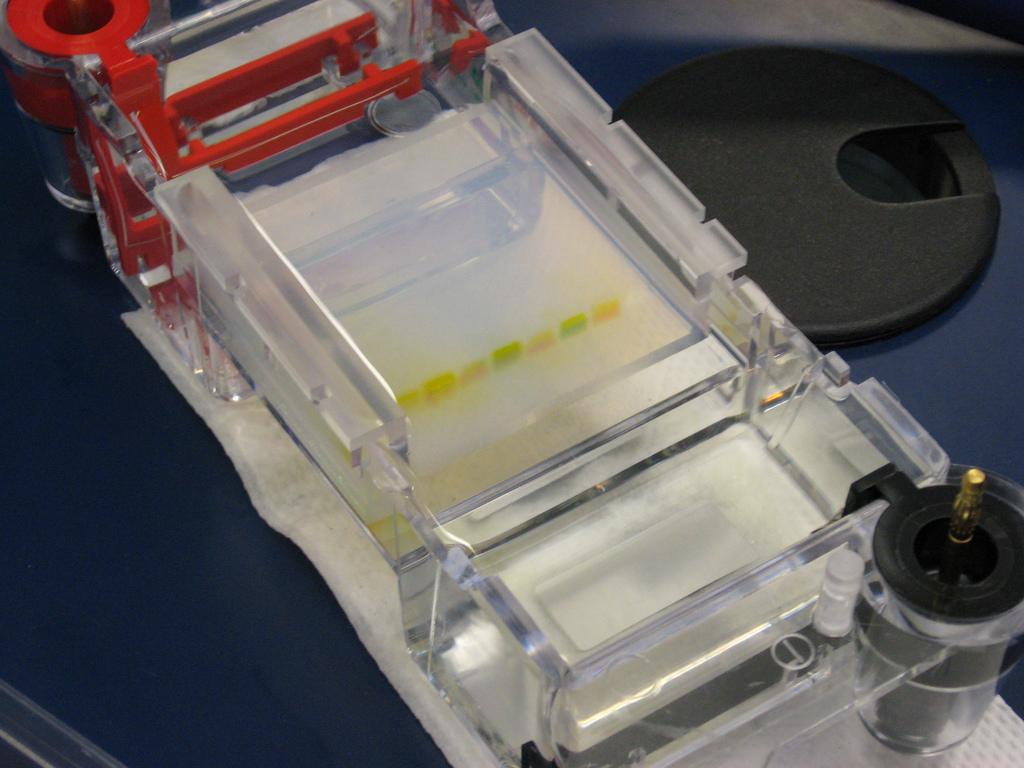
Vaschetta per elettroforesi su gel

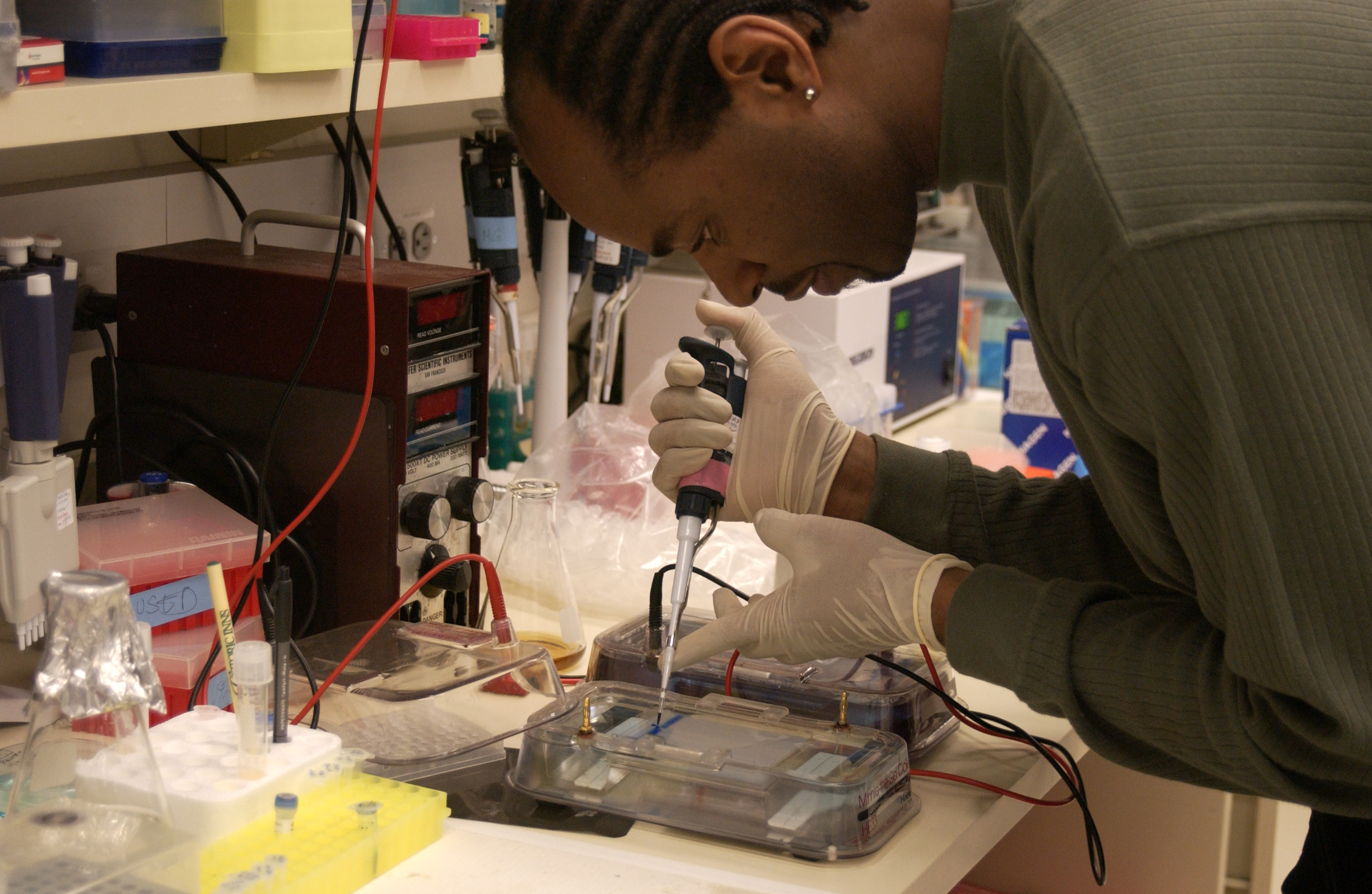
Caricamento dei "pozzetti" del gel con il campione da analizzare

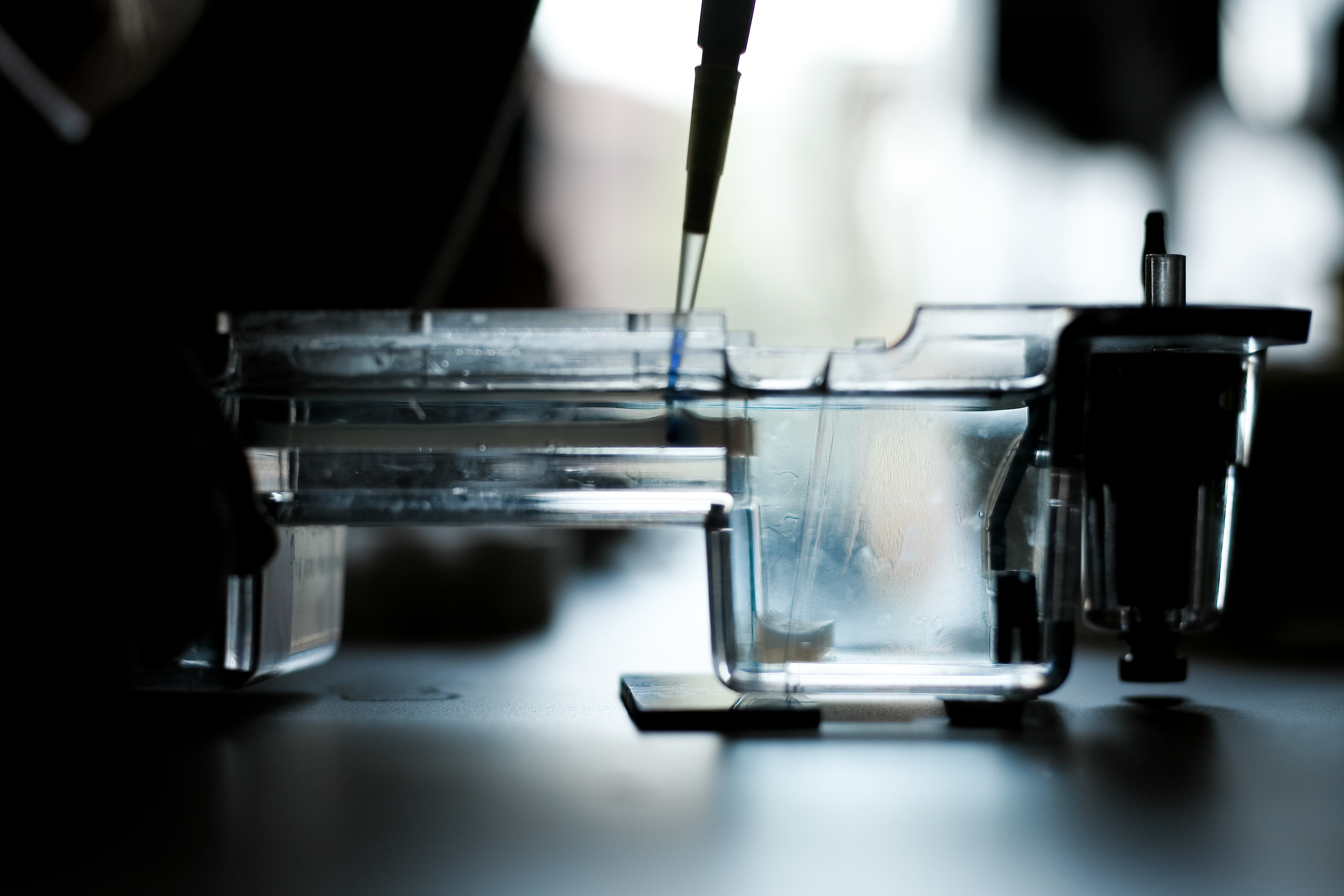
Particolare del caricamento dei "pozzetti"

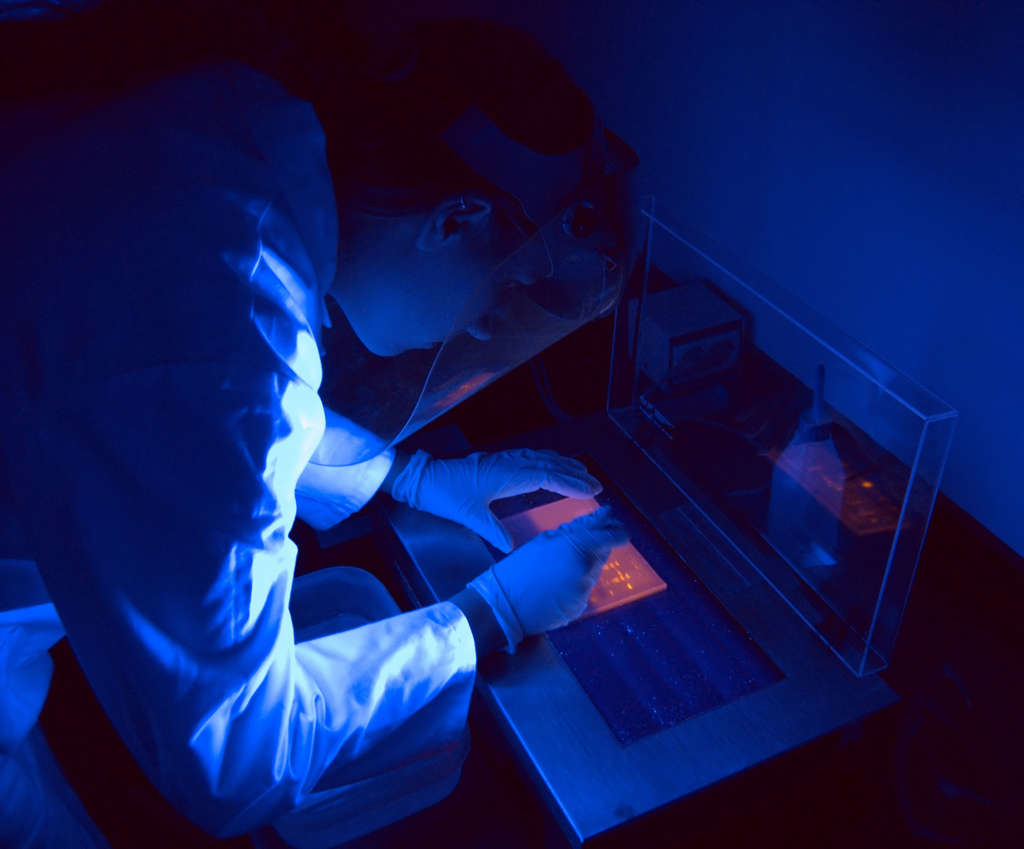
Taglio del gel, sotto luce UV, per l'eventuale recupero delle sostanze separate

L'elettroforesi su gel di agarosio è una tecnica classicamente utilizzata per analizzare e separare acidi nucleici. Questa tecnica sfrutta le cariche presenti nelle molecole di DNA o RNA (caricate negativamente) per farle migrare, in un campo elettrico, attraverso un gel di agarosio. Il gel funge da setaccio, essendo costituito da una rete di pori, i quali consentono di separare le molecole in base alla loro grandezza: quelle più piccole attraversano più velocemente i pori rispetto a quelle più grandi quindi si avrà una separazione in funzione della velocità.

## Struttura dell'agarosio
L'agarosio è un polisaccaride lineare e neutro formato da unità di D-galattosio e di 3,6-anidro-L-galattosio legate alternativamente con legami glicosidici. L'agarosio è uno zucchero solubile in acqua alla temperatura di ebollizione, mentre diventa solido man mano che si raffredda formando una matrice attraverso dei legami a idrogeno tra le catene lineari.
L'agarosio non è l'unico composto utilizzato per i gel, infatti, esistono diversi tipi di supporti utilizzabili: come ad esempio l'amido o miscele di agarosio e poliacrilammide (che consentono una più fine separazione delle molecole).

## Caricamento dei campioni
I campioni da analizzare vanno depositati, con una micropipetta, in apposite fenditure verticali, dette "pozzetti", praticate nel gel a poca distanza dal margine dalla parte del polo negativo. Essendo il DNA un polianione i frammenti migreranno in avanti verso il polo positivo.
All'atto del caricamento, al campione viene solitamente aggiunta una "soluzione di caricamento", colorata generalmente con blu di bromofenolo e xilene cianolo, contenente glicerolo per agevolare la precipitazione del campione sul fondo del pozzetto.

## Taratura del gel
L'elettroforesi su gel è una tecnica ideale per determinare le dimensioni dei frammenti di DNA digeriti con enzimi di restrizione. Per questo scopo è necessario costruire una curva di taratura in grado di fornire un valore approssimativo sulle reali dimensioni delle molecole di DNA. Per la taratura bisogna far migrare nel gel un marcatore contenente frammenti di DNA di dimensioni già note. Da questo si vede che esiste una relazione di linearità fra il logaritmo delle dimensioni del frammento e la distanza percorsa dal gel. Dalla curva di taratura è perciò possibile stabilire le dimensioni dei frammenti di DNA.

## Colorazione degli acidi nucleici
Per consentire la visualizzazione degli acidi nucleici migrati si possono utilizzare diversi tipi di coloranti; quello più usato in assoluto è l'etidio bromuro. Questa molecola planare si inserisce (intercala) tra le basi dell'acido nucleico a doppio filamento, ed emette luce fluorescente quando irradiata con luce ultravioletta (300 nm).
L'etidio bromuro può essere aggiunto direttamente al gel (la velocità di migrazione si riduce del 10-15 %), al campione, o, alternativamente, dopo l'elettroforesi.
Altri tipi di colorazioni utilizzano: sali di argento, blu cresile brillante, blu di metilene, GelRed, GelGreen.
|  |  |  |